# Phoenicoprocta thomae
Phoenicoprocta thomae är en fjärilsart som beskrevs av Lucas. Phoenicoprocta thomae ingår i släktet Phoenicoprocta och familjen björnspinnare. Inga underarter finns listade i Catalogue of Life.